# Gliese 777
Gliese 777 (GJ 777) és un sistema estel·lar a la constel·lació del Cigne situat a 51,8 anys llum del sistema solar. A data de 2005 es coneix l'existència de dos planetes extrasolars orbitant entorn de l'estel principal.

## Sistema estel·lar
L'estel principal de sistema, Gliese 777 A (HD 190360 / HR 7670 / LHS 3510), és una subgegant groga de tipus espectral G6IV i magnitud aparent +5,71. És un estel semblant al Sol que està finalitzant la fusió del seu hidrogen intern, sent molt més antic que aquest, amb una edat estimada entre 7.000 i 10.000 milions d'anys. Té una temperatura superficial de 5.551 K, és un 11% més lluminosa que el Sol i la seva massa és un 4% menor que la massa solar. El seu període de rotació és de 40 dies. El seu contingut en metalls —entenent com a tals aquells elements més pesants que l'heli— és un 70% major que en el nostre estel.
L'estel secundari, Gliese 777 B (LHS 3509), és una tènue nana vermella de magnitud +14,40 que orbita l'estel primari a una distància de 3.000 ua. El període orbital ha de ser de diverses desenes de milers d'anys. Al mateix temps, Gliese 777 B podria ser un estel binari, on la component menys lluminosa seria una altra nana vermella molt tènue.

## Sistema planetari
En 2003 es va anunciar el descobriment d'un planeta extrasolar, Gliese 777 Ab o HD 190360 b, en òrbita al voltant de l'estel subgegant groc. Considerat al principi un bessó del planeta Júpiter, anàlisis ulteriors van permetre comprovar que la seva massa és aproximadament 1,5 vegades la de Júpiter, i que la seva òrbita, en contra del que es va pensar inicialment, no és circular sinó que presenta una apreciable excentricitat de ε = 0,36. En 2005 es va descobrir un segon planeta, Gliese 777 Ac o HD 190360 c, en una òrbita interior a 0,128 ua de l'estel. La seva massa és sols 18 vegades major que la de la Terra, aproximadament igual a la de Neptú, movent-se en una òrbita gairebé circular.
L'1 de juliol de 1999 un missatge METI va ser enviat a Gliese 777. Va ser transmès des del radar d'Ievpatòria, el més gran d'Euràsia. El missatge, anomenat Cosmic Call 1, arribarà a Gliese 777 a l'abril de 2051.
| Nom           | Nom           | Massa              | Semieix major      | Excentricitat | Període orbital     | Descobriment |
| ------------- | ------------- | ------------------ | ------------------ | ------------- | ------------------- | ------------ |
| Gliese 777 Ac | Gliese 777 Ac | 0,057 (± 0,015) MJ | 0,128 (± 0,002) ua | 0,01 (± 0,1)  | 17,1 (± 0,015) dies | 2005         |
| Gliese 777 Ab | Gliese 777 Ab | 1,502 (± 0,13) MJ  | 3,92 (± 0,2) ua    | 0,36 (± 0,03) | 2891 (± 85) dies    | 2003         |